# Couvron-et-Aumencourt

Couvron-et-Aumencourt este o comună în departamentul Aisne din nordul Franței. În 1 ianuarie 2022 avea o populație de 931 de locuitori.